# کوئنتین بلیک
سِر کوئنتین سکسبی بلیک CBE (زادهٔ ۱۶ دسامبر ۱۹۳۲) کارتونیست، تصویرگر و نویسندهٔ کودکان اهل انگلستان است. او بیش از همه به‌خاطر تصویرگری کتاب‌های نوشتهٔ رولد دال مشهور است. او در سال ۲۰۰۲ به‌خاطر مشارکت ماندگار به‌عنوان تصویرگر ادبیات کودک، جایزهٔ بین‌المللی دوسالانهٔ هانس کریستیان آندرسن را، که عالی‌ترین افتخار موجود برای خالقان کتاب‌های کودکان است، دریافت کرد.